# Raipur (Uttarakhand)
Raipur è una suddivisione dell'India, classificata come census town, di 24.887 abitanti, situata nel distretto di Dehradun, nello stato federato dell'Uttarakhand. In base al numero di abitanti la città rientra nella classe III (da 20.000 a 49.999 persone).

## Geografia fisica
La città è situata a 30° 19' 0 N e 78° 5' 60 E e ha un'altitudine di 662 m s.l.m..

## Società

### Evoluzione demografica
Al censimento del 2001 la popolazione di Raipur assommava a 24.887 persone, delle quali 12.880 maschi e 12.007 femmine. I bambini di età inferiore o uguale ai sei anni assommavano a 2.745, dei quali 1.457 maschi e 1.288 femmine. Infine, coloro che erano in grado di saper almeno leggere e scrivere erano 20.240, dei quali 10.926 maschi e 9.314 femmine.